# Anna Justice
Anna Justice (* 16. Mai 1962 in Münster; † 18. April 2021) war eine deutsche Regisseurin und Drehbuchautorin.

## Leben
Anna Justice studierte nach einer Ausbildung zur Übersetzerin und nach einem zeitweiligen Aufenthalt in Los Angeles an der Deutschen Film- und Fernsehakademie Berlin. Ergänzend zu ihrem Regiestudium belegte sie Drehbuchseminare an der University of Southern California.
Im Jahr 1997 legte Anna Justice mit Tut mir leid wegen gestern ihren ersten Langfilm vor. Ihr 2003 veröffentlichtes Fernsehdrama Ich liebe das Leben wurde für den Grimme-Preis nominiert. Ihr Kinderfilm Max Minsky und ich erhielt neben der Auszeichnung mit dem Kinderfilmpreis Der weiße Elefant auch eine Nominierung für den Deutschen Filmpreis in der Kategorie Bester Kinderfilm.

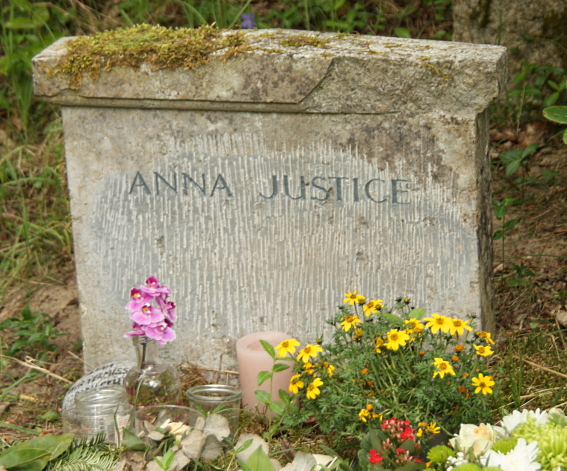
Grab auf dem Südwestkirchhof Stahnsdorf

Besondere Aufmerksamkeit erreichte sie mit Die verlorene Zeit, einem Drama über die gemeinsame Flucht eines Paares aus dem Konzentrationslager. Neben dem Publikumspreis beim Filmkunstfest Mecklenburg-Vorpommern im Jahr 2011 erhielt der Film weltweit eine Reihe weiterer Auszeichnungen, vor allem auf Festivals des jüdischen Films. Der Politthriller Tag der Wahrheit wurde auf Filmfestivals in Florida und Kanada mehrfach ausgezeichnet, unter anderem für die beste Regie. Ihre letzte Arbeit, die TV-Komödie Neben der Spur ist auch ein Weg, entstand im Jahr 2020 während der COVID-19-Pandemie. Die Ausstrahlung erlebte die Regisseurin nicht mehr. Sie starb im April 2021 nach langer, schwerer Krankheit.
Mit ihrem Partner Florian Lukas und den beiden gemeinsamen Töchtern lebte Anna Justice ab 2003 in Kleinmachnow. Ihr Grab befindet sich auf dem Südwestkirchhof Stahnsdorf.

## Filmografie (Auswahl)
- 1997: Tut mir leid wegen gestern
- 2000: Der Sommer mit Boiler
- 2001: Gefühle im Sturm
- 2003: Ich liebe das Leben
- 2007: Max Minsky und ich
- 2011: Die verlorene Zeit
- 2013: Pinocchio (TV-Zweiteiler)
- 2015: Tag der Wahrheit
- 2017: Harrys Insel
- 2018: Das Leben vor mir
- 2022: Neben der Spur ist auch ein Weg